# پابلو کارنیو
 پابلو کارنیو (انگلیسی: Pablo Carreño؛ زاده ۱۲ ژوئیهٔ ۱۹۹۱) یک تنیس‌باز اهل اسپانیا است.